# Lyndon Ferns
Lyndon Ferns (ur. 24 września 1983 w Polokwane) – południowoafrykański pływak specjalizujący się w sprintach stylu dowolnego, ale również motylkowego, uczestnik Igrzysk Olimpijskich 2004 oraz 2008, rekordzista kraju i Afryki.
Na Igrzyskach Olimpijskich 2004 w Atenach zdobył złoty medal olimpijskich, razem z Rolandem Schoemanem, Darianem Townsendem oraz Rykiem Neethlingiem. Sztafeta południowoafrykańska pobiła wówczas rekord świata wynikiem 3:13,17 min.